# Carl Dransfeld

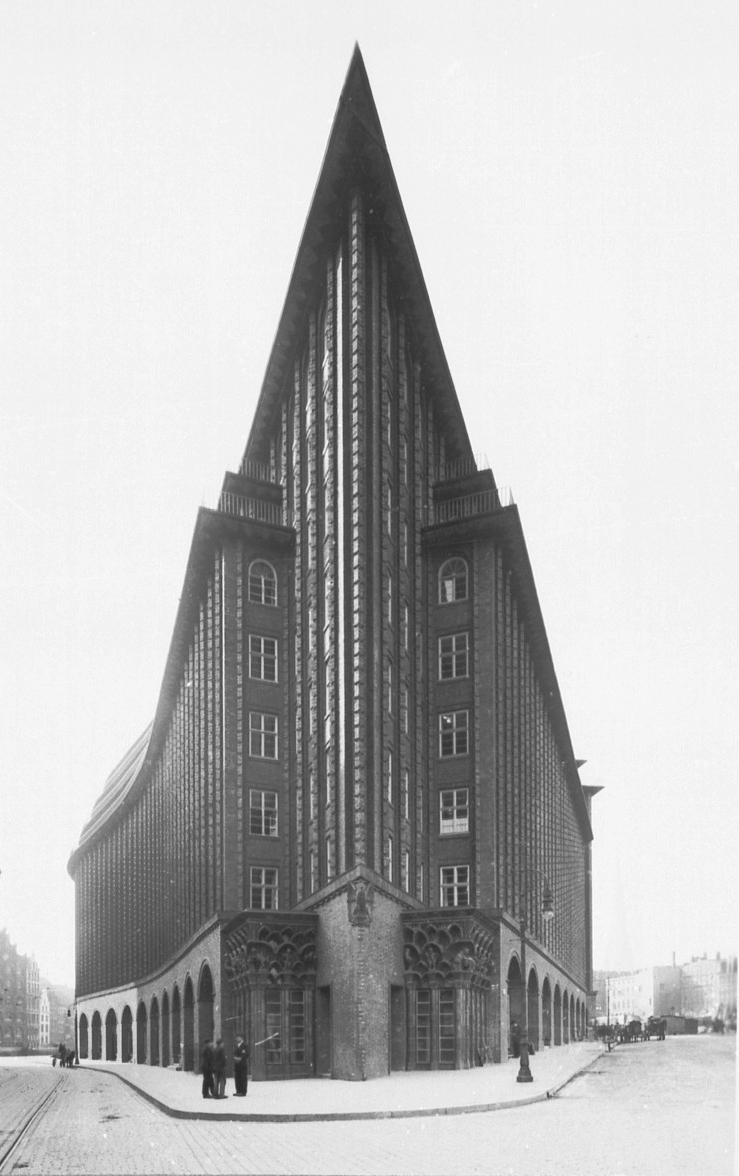
Chilehaus in Hamburg

Carl Wilhelm Adolf Dransfeld (* 11. November 1880 in Hamburg; † 9. November 1941 in Hamburg) war ein deutscher Fotograf und Lithograf. Bedeutung erlangte er durch seine Architekturfotografien. Zusammen mit seinem Bruder Carl Adolf (29. November 1879 – 25. Juni 1926), einem Maler, betrieb Dransfeld ein Fotoatelier.

## Leben
Carl Dransfeld wurde als Sohn des Schneiders Karl Heinrich Dransfeld und dessen Ehefrau Auguste Louise Friederike Schmidtke am 11. November 1880 in Hamburg geboren. Er absolvierte gemeinsam mit seinem Bruder Carl Adolf bis 1902 eine Ausbildung in Hamburg. Anschließend zogen sie nach Berlin, um sich dort als „Portraitmaler Adolf und Carl Dransfeld“ niederzulassen. Sie verlegten ihren Sitz 1905 nach Hamburg und wandten sich 1908 mit der Eröffnung des „Photographenatelier Gebr. Dransfeld“ der neuen Technik der Fotografie zu. Im Ersten Weltkrieg waren sie als Kriegsfotografen aktiv. Gemeinsam fertigten sie auch Landschaftsaufnahmen, lichteten Skulpturen ab oder fertigten Porträtaufnahmen. Durch den Auftrag Fritz Schumachers, seine Bauten für sein Buch Staatsbauten zu fotografieren, wurde das Atelier bekannt und so verlegten sie in den 1920er Jahren ihren Schwerpunkt auf Architekturaufnahmen. Sie erhielten zahlreiche Aufträge, so unter anderem von Hamburger Architekten wie Fritz Höger, Hans und Oskar Gerson, Gustav Oelsner oder Friedrich Richard Ostermeyer, um ihre Bauten zu dokumentieren. Zudem erhielten sie Aufträge durch die Bildhauer Ludwig Kunstmann und Richard Kuöhl oder den Reeder Arnold Bernstein, für den sie in New York 1936 Aufnahmen machten.
Das bekannteste Bild entstand im März 1924 vom Chilehaus, kurz vor dessen Fertigstellung. Es inszeniert die Ostspitze des Gebäudes dramatisch und bildet sie durch einen tiefen Aufnahmestandpunkt mit einem Spezialobjektiv ab. Das Chilehaus wurde so zum am meisten abgebildeten deutschen Architekturmotiv der 1920er Jahre, das auch von sehr vielen Künstlern in eigenen Werken verarbeitet wurde. Auch das deutsche Tourismusgewerbe setzte es als Sympathieträger im Ausland ein. Die meisten der euphorischen Berichte über das Kontorhaus basierten allein auf diesem Foto. Diese Eindrücke waren viel spektakulärer, als es die tägliche Ansicht des Originals vermittelte. Jedoch hat allein die Darstellung der Gebrüder Dransfeld die Sicht auf das Chilehaus über Jahrzehnte hinweg geprägt, wie der ehemalige Leiter der Hamburger Denkmalpflege, Manfred F. Fischer, nachweist: „Nicht das Chilehaus als Architektur, sondern das Photo von ihm hatte Kunstgeschichte geschrieben. Die erfundene Wirklichkeit war stärker als die Realität.“

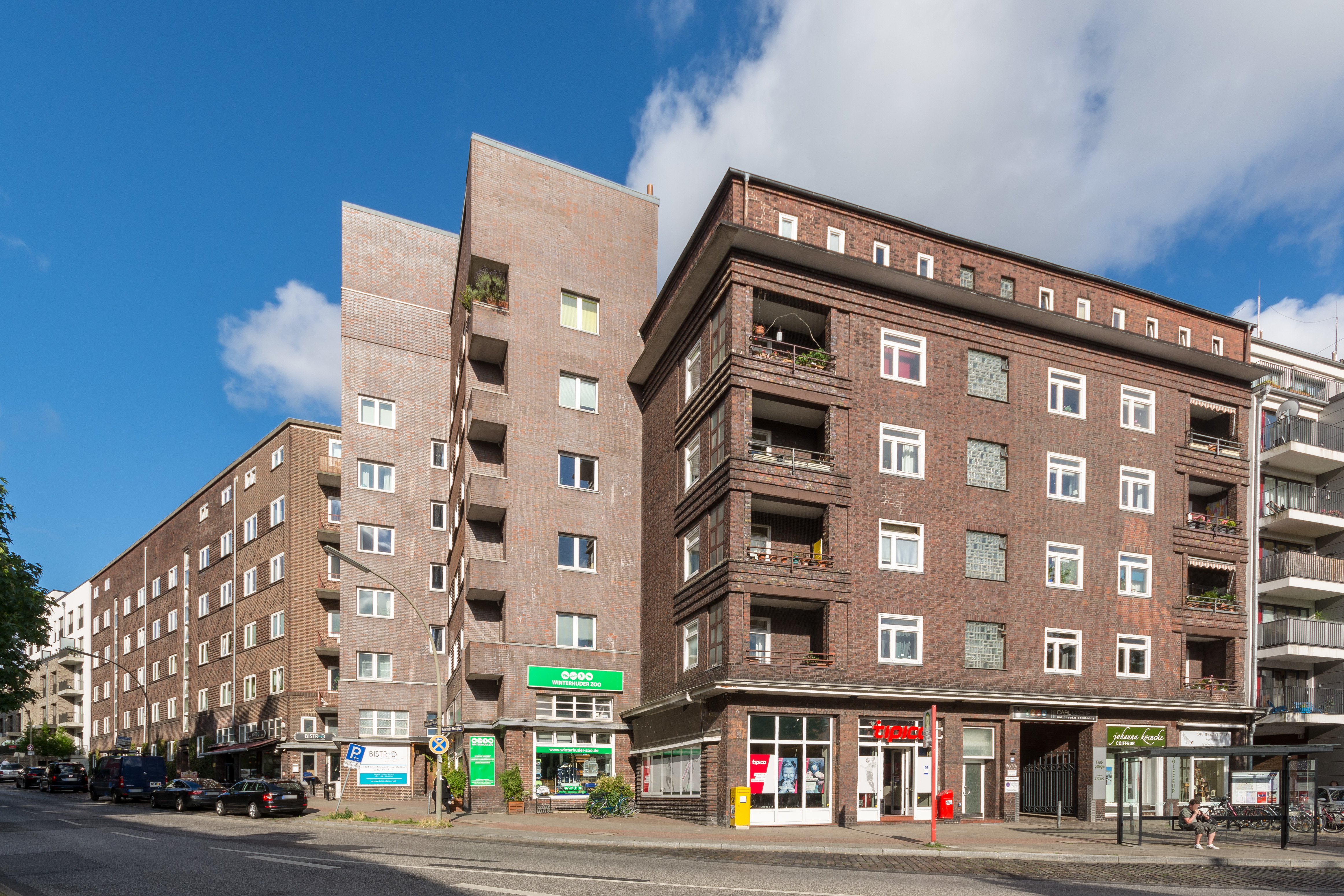
In diesem Eckhaus am Winterhuder Marktplatz betrieb Dransfeld ab 1928 sein Fotoatelier.

Am Winterhuder Marktplatz, Ecke Ohlsdorfer Straße in Hamburg-Winterhude konnte er 1928 ein eigenes Atelier in einem Geschosswohnhaus von Fritz Höger beziehen. Höger hatte das Gebäude eigens für das Atelier bauen lassen. Dransfelds Bruder war zwei Jahre zuvor gestorben und Dransfeld betrieb die Firma allein weiter. Bei der Ausbombung des Hauses 1943 wurden die Glasnegative des Archivs zerstört. Etwa 1300 Negative zu den öffentlichen Bauten sind erhalten und befinden sich in der Staats- und Universitätsbibliothek Hamburg.
Carl Dransfeld starb am 9. November 1941 in Hamburg. Seine Ehefrau Martha, geborene Menkhoff, die er 1909 geheiratet hatte, überlebte ihren Mann um etliche Jahre.

## Werke (Auswahl)
- März 1924: Chilehaus
- 1927: Wohnblock in Barmbek (Architekten Hans und Oskar Gerson)
- 1929: Wohnblock Alter Teichweg (Architekten Puls & Richter)
- 1929: Wohnblock Ohmstraße (Architekt Gustav Oelsner)
- 1931: Volksschule Bogenstraße (Ida-Ehre-Stadtteilschule, für Fritz Schumacher)

Das Plattenarchiv der Gebrüder Dransfeld wurde auf Fritz Schumachers Anregung von der Kulturbehörde erworben. Es wurde im Januar 1945 in einem Hochbunker eingelagert und kam nach dem Krieg 1946 zunächst ins Museum für Hamburgische Geschichte. Die Fotoplatten befinden sich seit 1951 als Teil des Schumacher-Nachlasses in der Staats- und Universitätsbibliothek Hamburg.

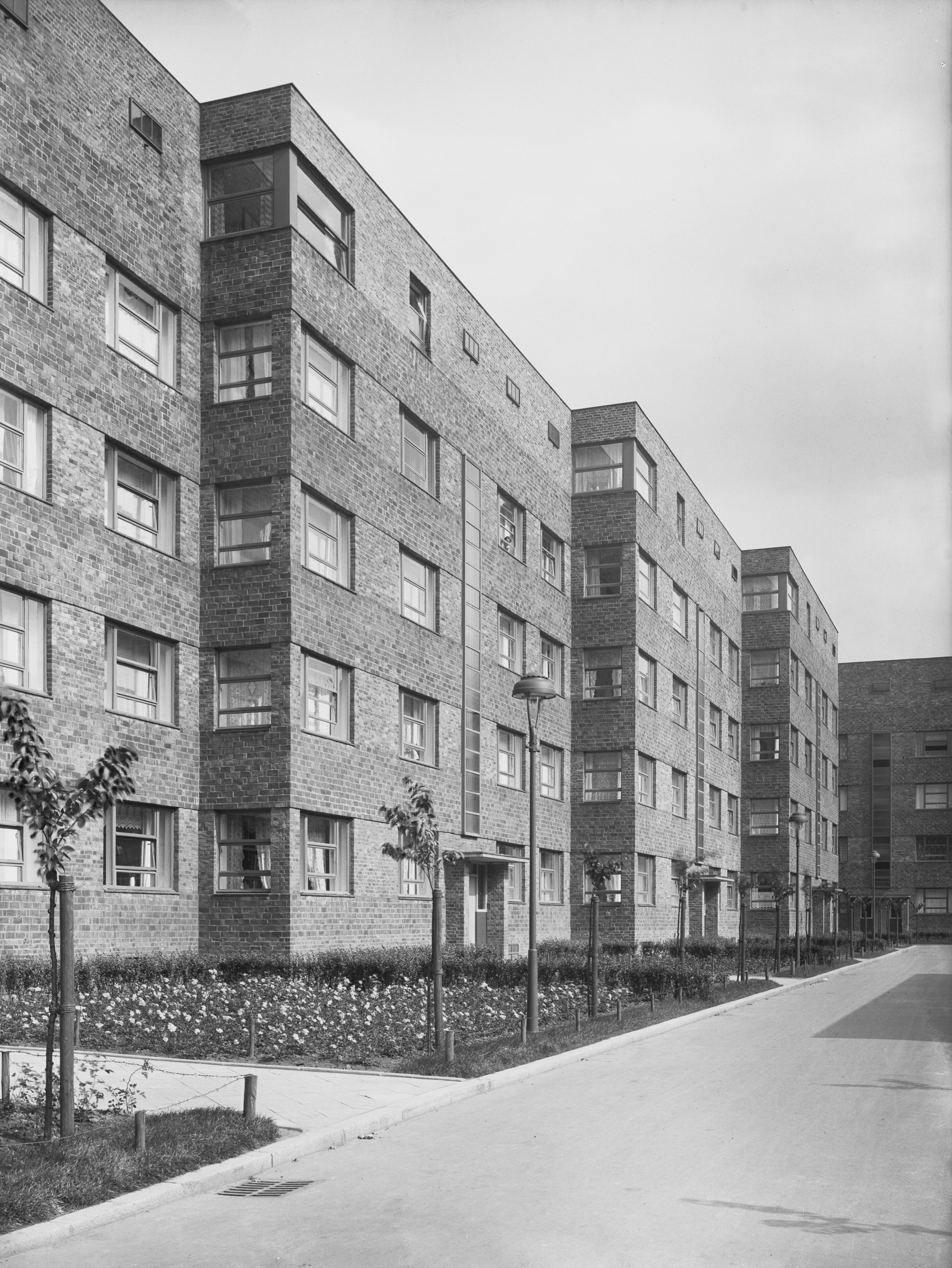
Baublock Koldingstr. 1
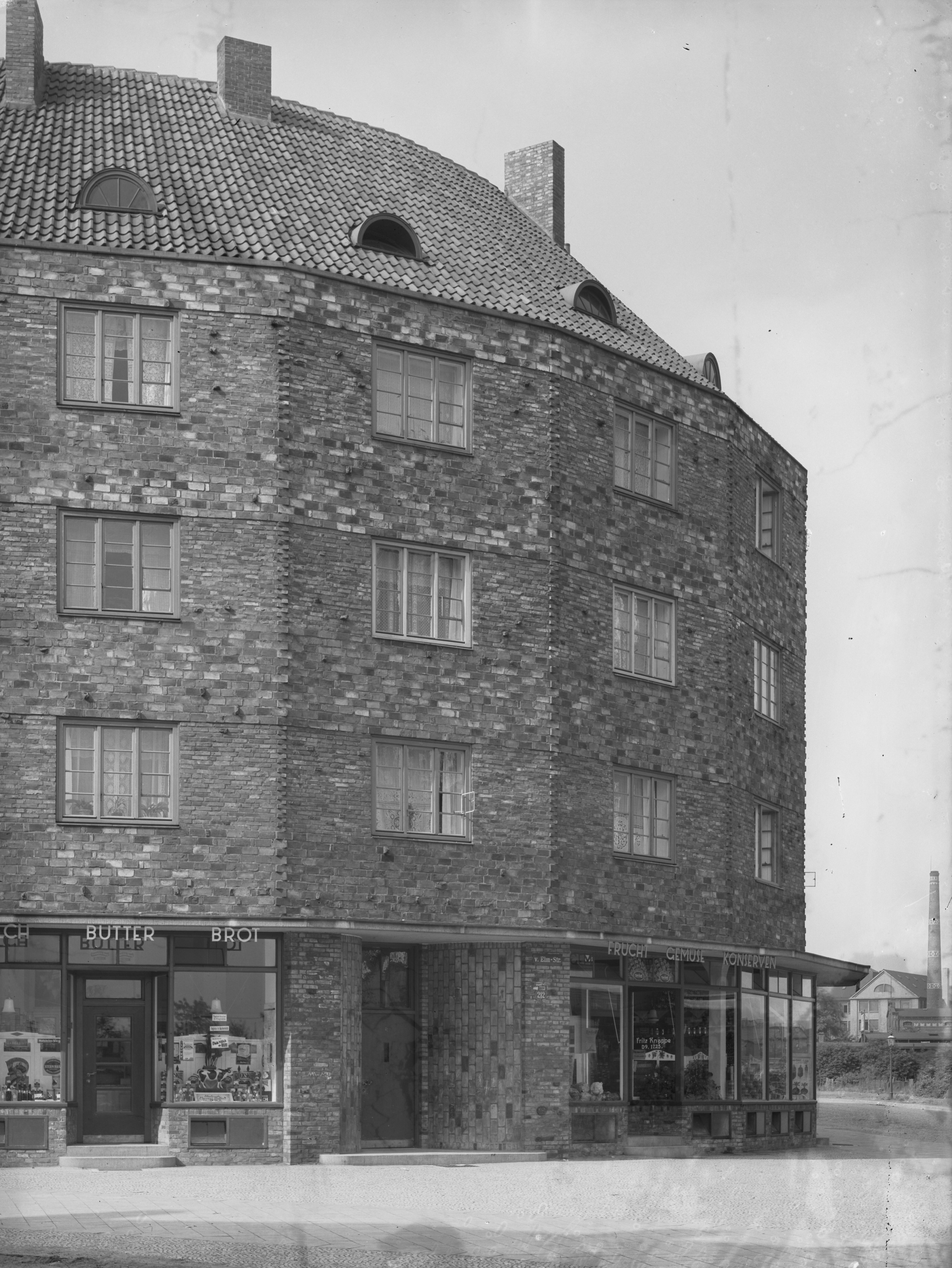
Baublock Schützenstr.
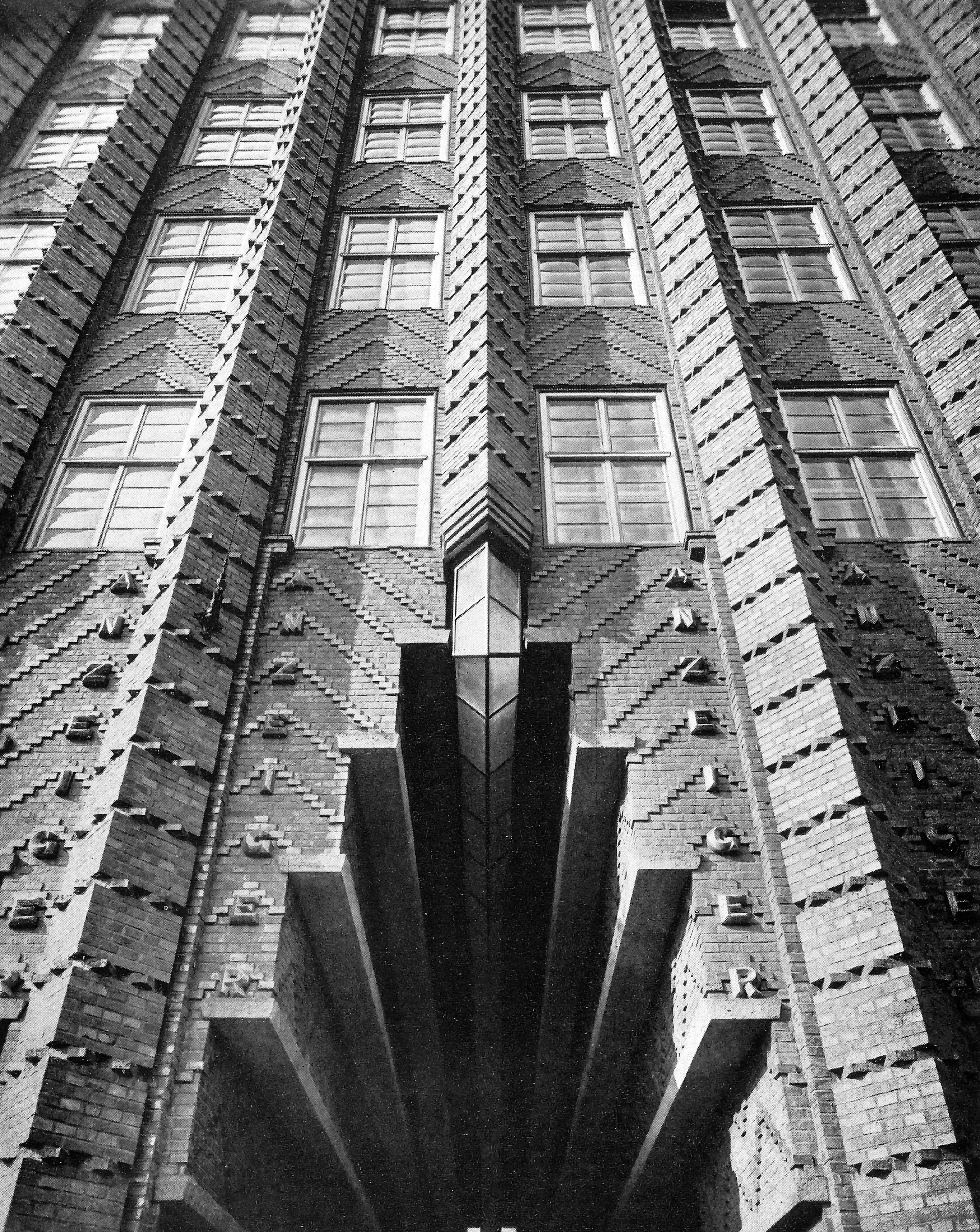
Anzeiger-Hochhaus in Hannover-Mitte
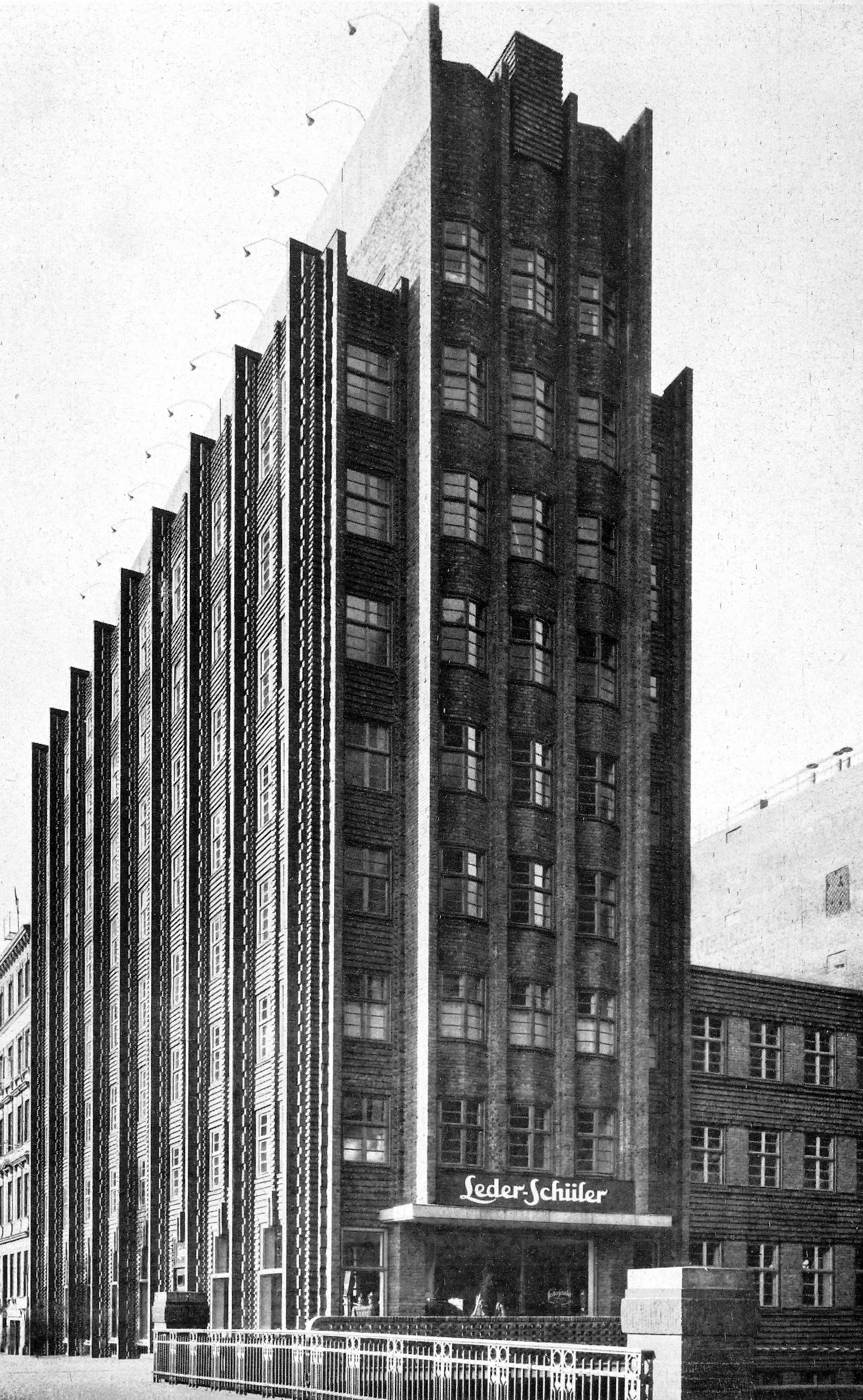
Kontorhaus Leder-Schüler in Hamburg-Hammerbrook
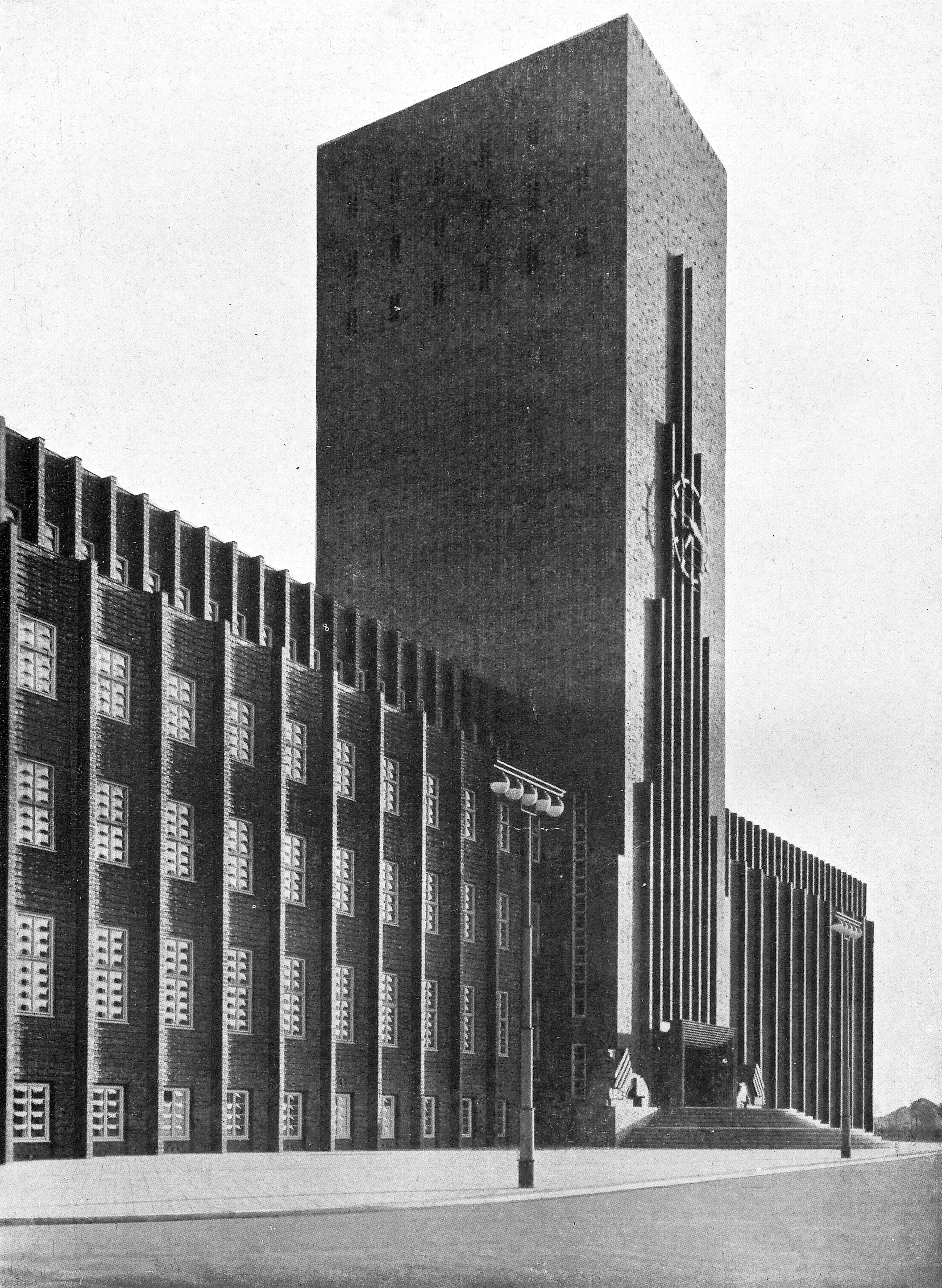
Rathaus Rüstringen (heute Rathaus Wilhelmshaven)
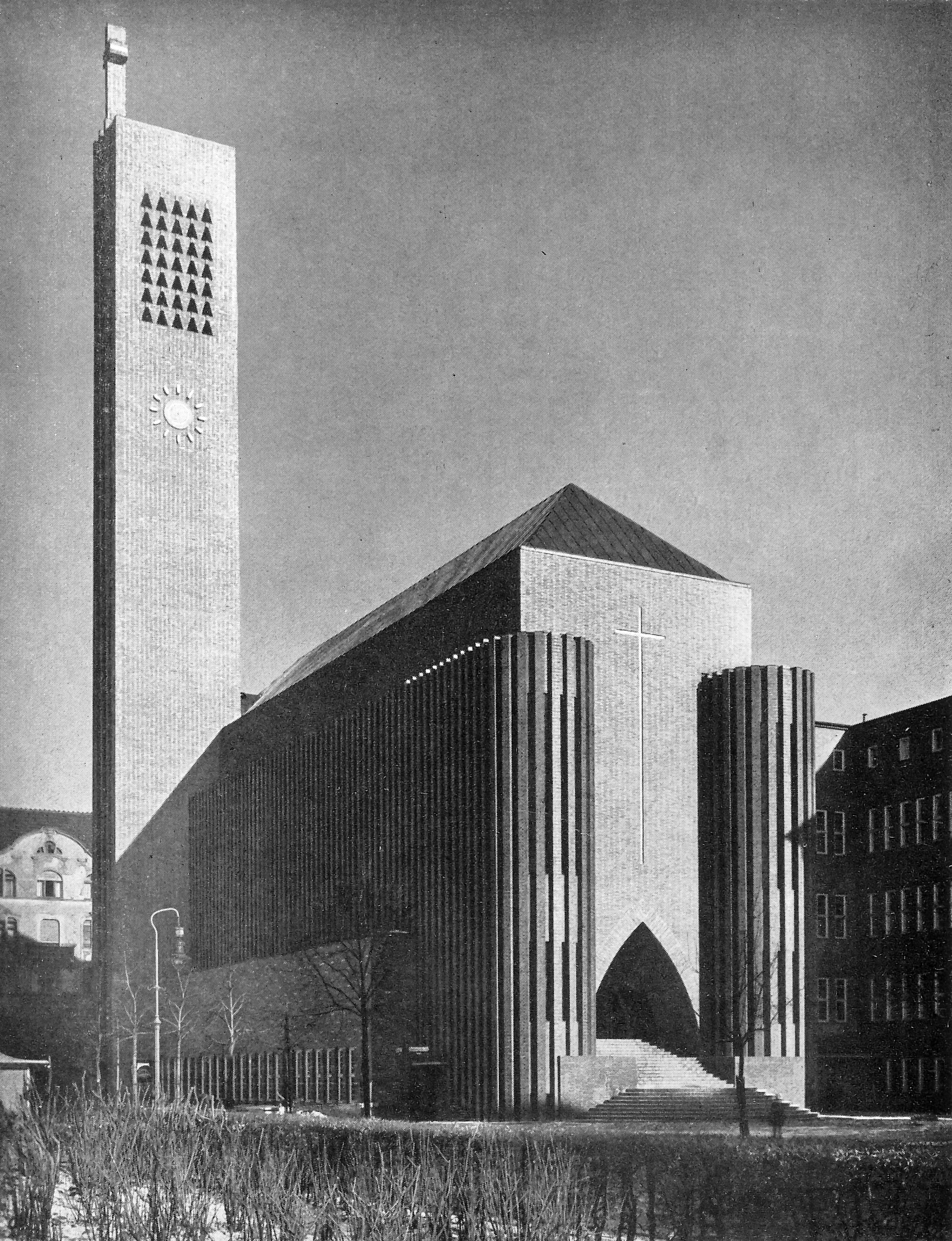
Kirche am Hohenzollernplatz in Berlin-Wilmersdorf
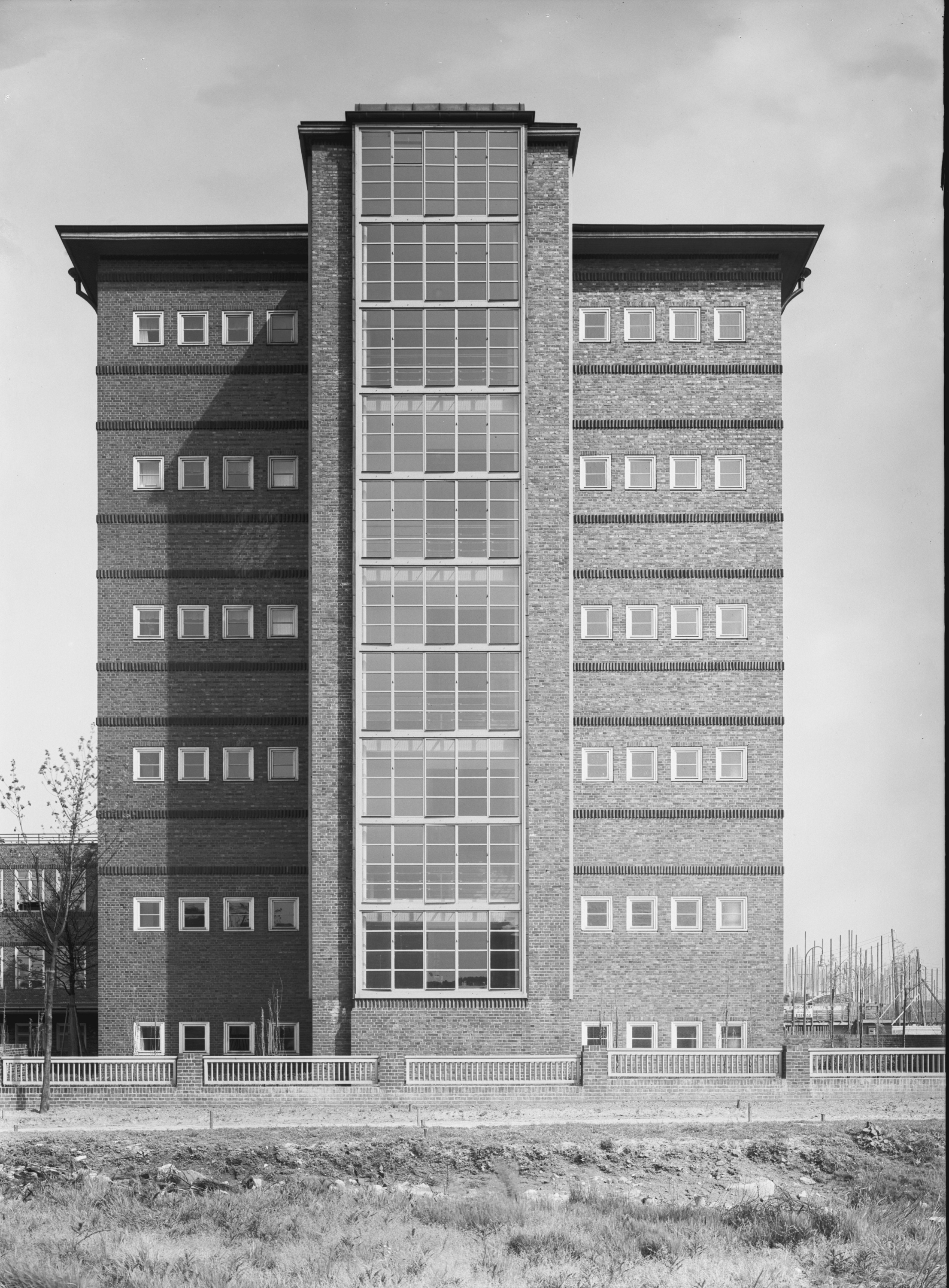
Schulgebäude Graudenzer Weg

Wohnungen Bahrenfelder Steindamm
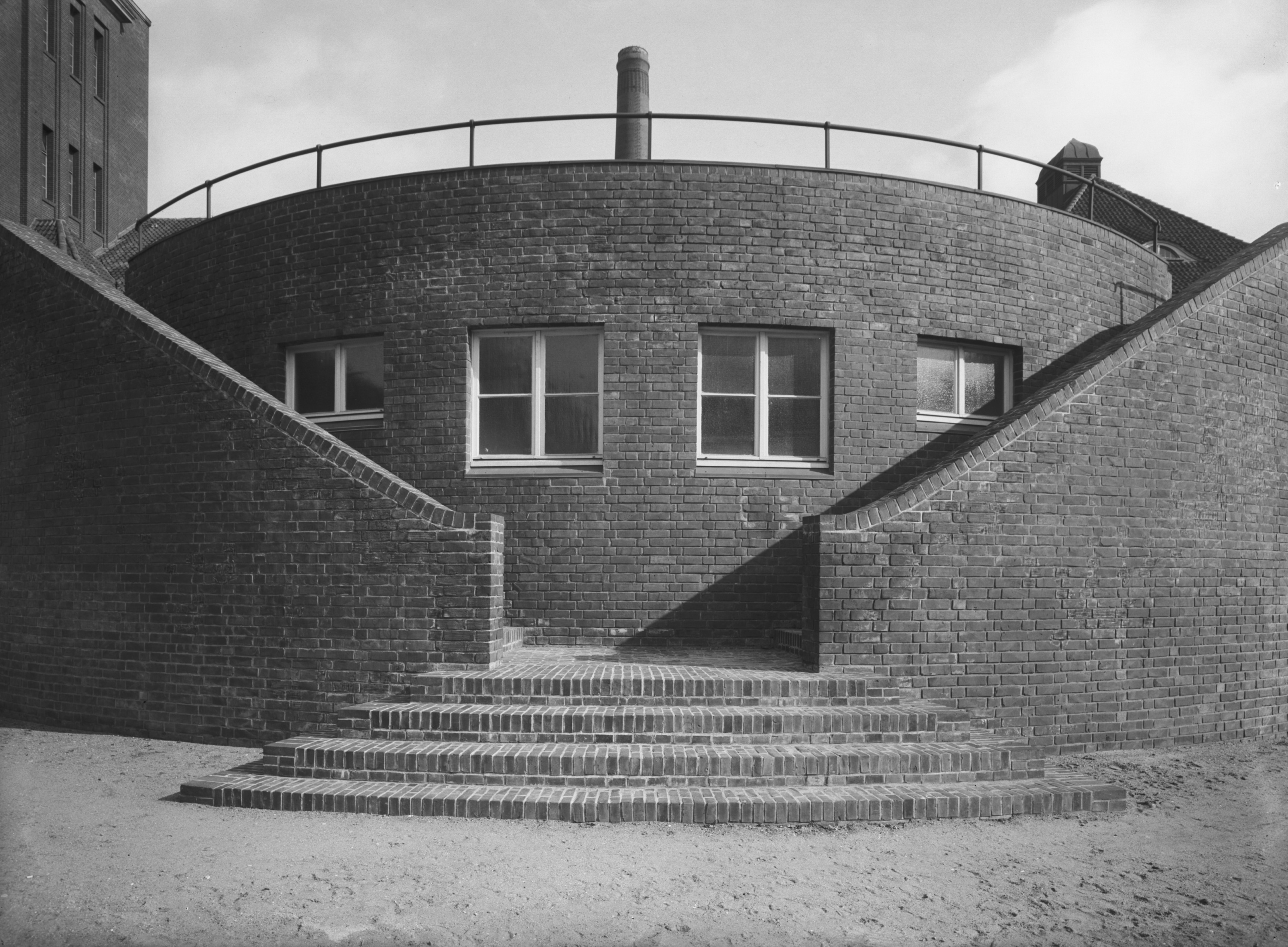
Allgemeines Krankenhaus Barmbek
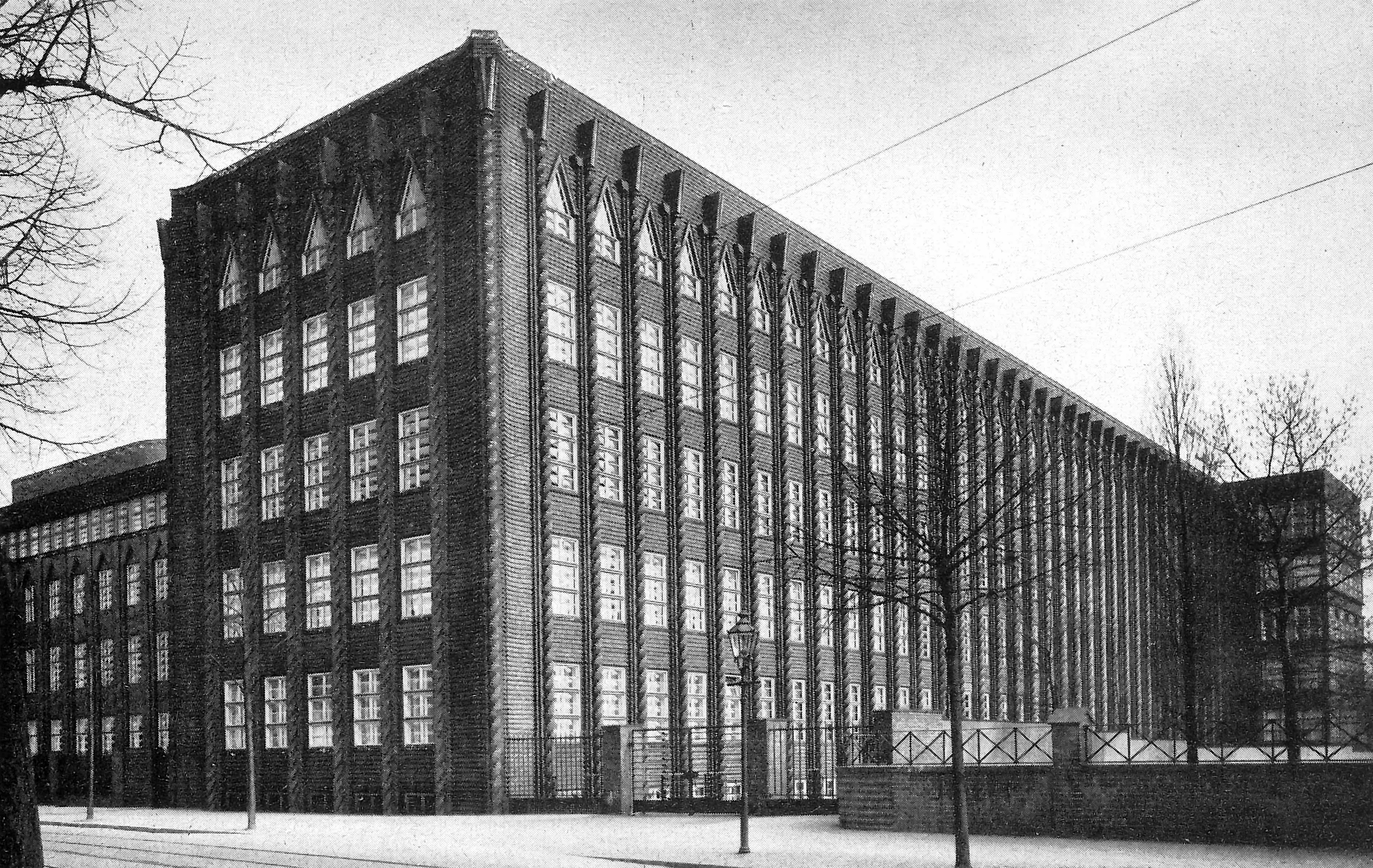
Erweiterungsbau für die Zigarettenfabrik Haus Neuerburg in Hamburg-Wandsbek
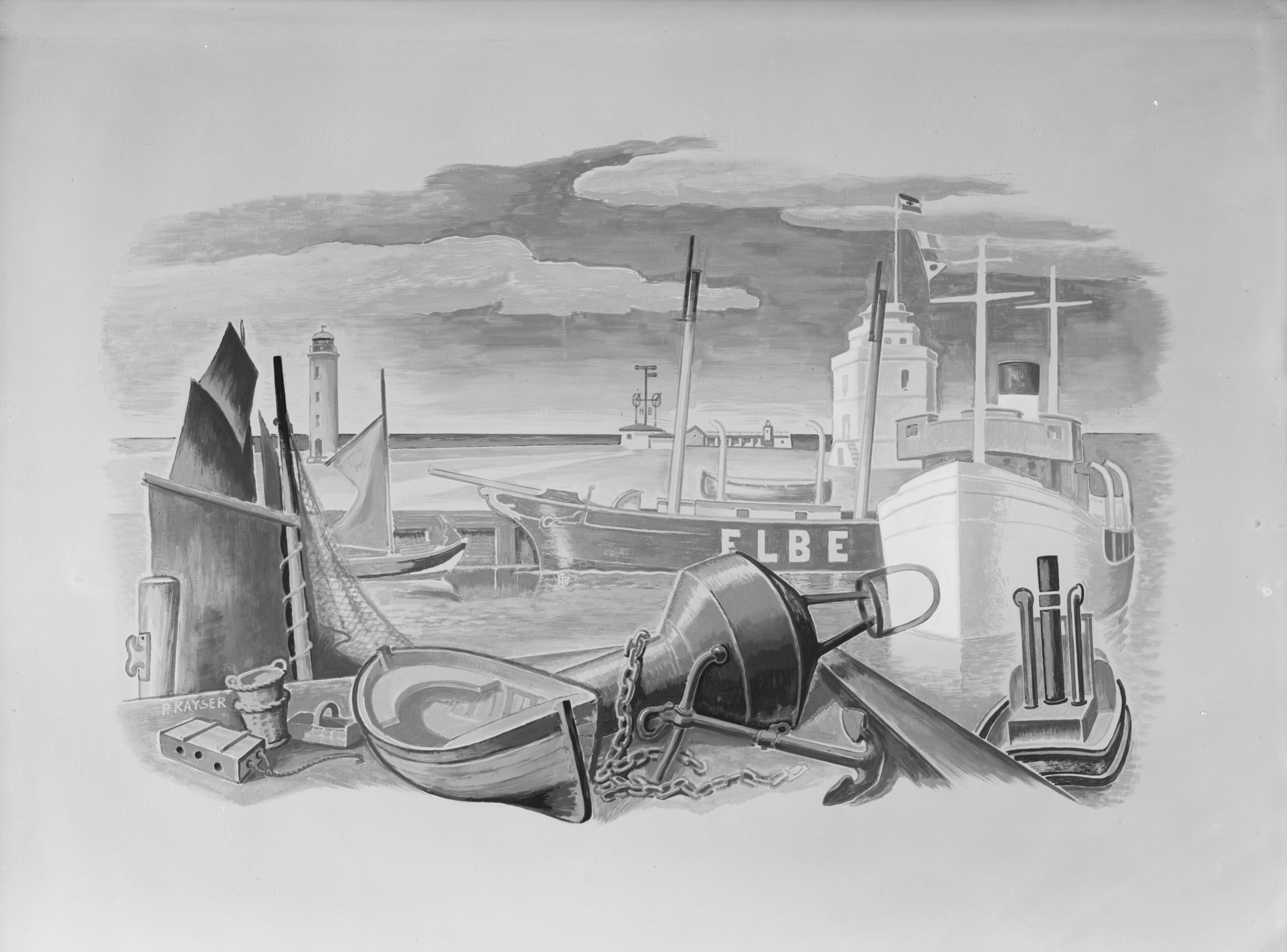
Wandmalerei Schule Veddel
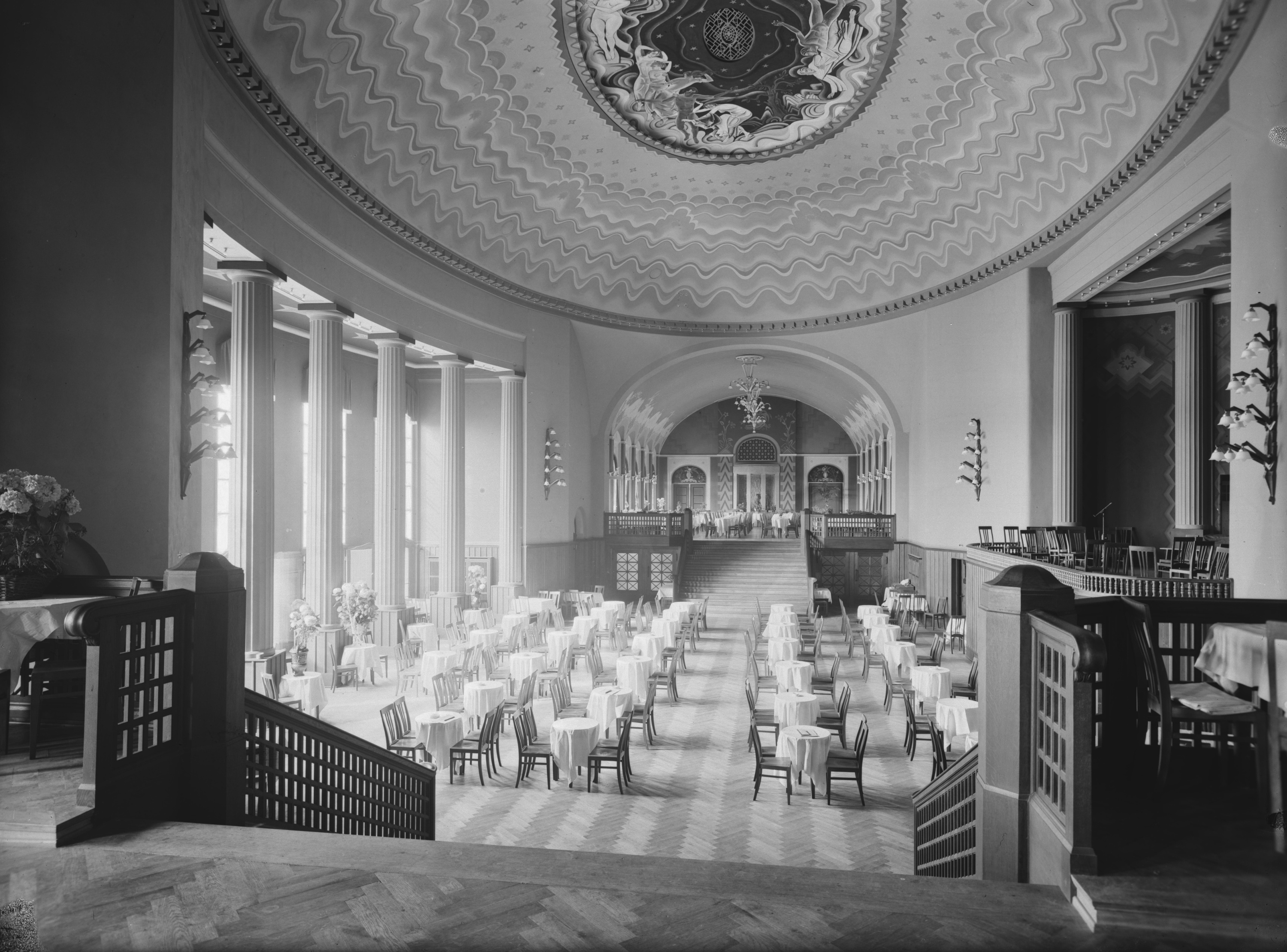
Innenansicht Stadthalle (Hamburg-Winterhude)